# Marušići (Omiš)
Marušići falu Horvátországban Split-Dalmácia megyében. Közigazgatásilag Omišhoz tartozik.

## Fekvése
Splittől légvonalban 33, közúton 39 km-re, községközpontjától 11 km-re délkeletre, az Omiši Dinári-hegység lejtői alatt, Brač szigetével átellenben a tengerparton fekszik. Áthalad rajta az Adria-parti főút.

## Története
Nevét lakóiról a Marušić családról kapta, mely innen származik és ma már a 77. leggyakoribb vezetéknév az országban. Lakosságát 1948-ban számlálták meg önállóan először, ekkor 109 lakosa volt. Korábban Lokva Rogoznicához tartozott. Templomát 1909-ben építették. 1962-ben kiépült az Adria-parti főút, a mai 8-as számú főútvonal, mely jelentősen fellendítette a turizmust. 1991 óta a független Horvátországhoz tartozik. 2011-ben a településnek 151 lakosa volt, akik főként a turizmusból éltek. Többségük ma is a Marušić családhoz tartozik.

## Lakosság
| Lakosság változása | Lakosság változása | Lakosság változása | Lakosság változása | Lakosság változása | Lakosság változása | Lakosság változása | Lakosság változása | Lakosság változása | Lakosság változása | Lakosság változása | Lakosság változása | Lakosság változása | Lakosság változása | Lakosság változása | Lakosság változása |
| ------------------ | ------------------ | ------------------ | ------------------ | ------------------ | ------------------ | ------------------ | ------------------ | ------------------ | ------------------ | ------------------ | ------------------ | ------------------ | ------------------ | ------------------ | ------------------ |
| 1857               | 1869               | 1880               | 1890               | 1900               | 1910               | 1921               | 1931               | 1948               | 1953               | 1961               | 1971               | 1981               | 1991               | 2001               | 2011               |
| 0                  | 0                  | 0                  | 0                  | 0                  | 0                  | 0                  | 0                  | 109                | 109                | 107                | 80                 | 66                 | 107                | 203                | 151                |

(Csak 1948-tól számítják önálló településnek.)

## Nevezetességei
A Lourdes-i Szűzanya tiszteletére szentelt római katolikus temploma 1909-ben épült faragott kövekből. Ívelt bejárata felett körablak, a harangtoronyban két harang található. Félköríves ablakait az utóbbi időben cserélték a szenteket ábrázoló színes üvegablakokra. Az épületet építésének 90. évfordulóján 1999-ben felújították.